# Walter Diggelmann
Walter Diggelmann (Fischenthal, 11 agosto 1915 – Waltalingen, 5 marzo 1999) è stato un ciclista su strada e pistard svizzero.
Professionista dal 1938 al 1953, vinse il Campionato di Zurigo nel 1941 e una tappa al Tour de France 1952, quest'ultima fu anche la sua unica vittoria fuori dalla Svizzera.

## Carriera
Dopo aver vinto nel 1938 il Giro del Mendrisotto, iniziò a farsi notare l'anno seguente, piazzandosi terzo sia in una tappa della Paris-Nice che in una del Tour de Suisse; nel 1940 partecipò anche al Giro d'Italia in cui sfiorò il successo, arrivando secondo sia nella ottava che diciannovesima tappa. Sempre nel 1940 colse il suo primo podio nel Campionato di Zurigo, arrivando secondo dietro Robert Zimmermann.
Nel 1941, a causa dell'interessamento di tutti i paesi di maggiore tradizione ciclistica della Seconda guerra mondiale, poté partecipare a sole corse svizzere, riuscendo a vincere il Campionato di Zurigo e arrivando terzo nel campionato nazionale e al Grand Prix de Locle.
Nel 1942 concluse nuovamente sul podio il Campionato di Zurigo e, anche se non vinse, si distinse al Tour de Suisse cogliendo due secondi e un terzo posto in tre tappe.
Anche il 1943 vide Diggelmann salire sul podio del Campionato di Zurigo; vinse inoltre il Giro dei Tre Laghi e fu secondo nella Nordwest-Schweizer-Rundfahrt. Il biennio successivo fu avaro di corse e soddisfazioni, e ottenne un terzo posto nella Nordwest-Schweizer-Rundfahrt, mentre nel 1946 due secondi posti in altrettante tappe del Tour de Suisse.
Tornò al successo nel 1947 aggiudicandosi due tappe nel Tour de Romandie ed una, la sua prima, al Tour de Suisse.
Nel 1948 vinse nuovamente una tappa al Tour de Suisse e fu attivo in diverse Sei Giorni americane, riuscendo anche a vincere in coppia con Hugo Koblet quella di Chicago, mentre l'anno successivo sempre con Koblet vinse quella di New York al Madison Square Garden.
Dopo un paio di anni in chiaroscuro dove colse solo un terzo posto nella Vienna-Graz-Vienna nel 1951, si ripresentò nel 1952 vincendo prima una tappa ancora al Tour de Suisse e poi la nona frazione del Tour de France.
Si ritirò nel 1953, non prima di aver ottenuto un terzo posto nel Giro dei Tre Laghi. Morì a Guntalingen presso Waltalingen.

## Palmarès
- 1938

Giro del Mendrisiotto
- 1940

Berna-Ginevra
- 1941

Meisterschaft von Zürich
- 1943

Giro dei Tre Laghi
- 1947

1ª tappa, 2ª semitappa Tour de Suisse
3ª tappa, 1ª semitappa Tour de Romandie
4ª tappa, 2ª semitappa Tour de Romandie
- 1948

7ª tappa, 1ª semitappa Tour de Suisse
- 1952

9ª tappa Tour de France
3ª tappa Tour de Suisse

### Altri successi
- 1947

1ª tappa, 1ª semitappa Tour de Suisse (Cronosquadre)

### Pista
- 1948

Sei Giorni di Chicago (con Hugo Koblet)
- 1949

Sei Giorni di New York (con Hugo Koblet)

## Piazzamenti

### Grandi Giri
- Tour de France

1952: 50º
- Giro d'Italia

1940: 11º
1953: 69º

### Classiche monumento
- Milano-Sanremo

1940: 53º
1951: 75º

### Competizioni mondiali
- Campionati del mondo

Valkenburg 1938 - In linea Dilettanti: 8º
- Campionati del mondo

Parigi 1952 - Mezzofondo: 4º